# جهت نسبی

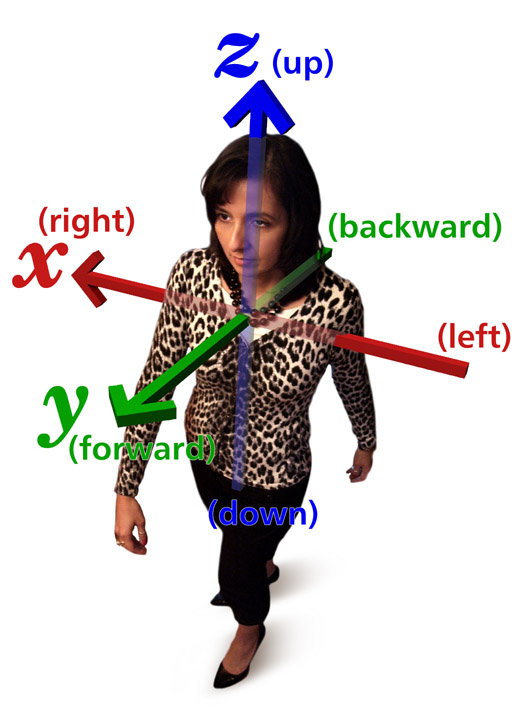
قاعده راست‌گرد دستگاه مختصات دکارتی x (راست-چپ), y (جلو-عقب) و z (بالا) محورهای نسبی حرکت انسان را نشان می‌دهد.

رایج‌ترین جهت‌های نسبی (انگلیسی: Relative direction) چپ، راست، جلو(ها)، عقب(ها)، بالا و پایین است.